# Chrostowa (Petite-Pologne)
Pour les articles homonymes, voir Chrostowa.
Chrostowa est une localité polonaise de la gmina de Łapanów, située dans le powiat de Bochnia en voïvodie de Petite-Pologne.